# X-Moto
X-Moto — відеогра-платформер з відкритим сирцевим кодом, 2D-симулятор мототріалу.
X-Moto спочатку була клоном комерційної гри Elasto Mania, проте зараз має такі відмінні можливості, як підтримка фізичного рушія chipmunk, виведення високоякісної 2D-графіки, що прискорюється апаратними засобами комп'ютера для виведення 3D, а також підтримка скриптової мови програмування Lua. На 18 серпня 2011 року гра мала понад 2750 рівнів для проходження.
X-Moto також містить такі можливості як завантаження нових рівнів через інтернет без необхідності виходу з гри. Крім того, можна завантажити найкращі світові результати та переглядати записи найкращих проходжень, або створювати свої кімнати, в яких ставити рекорди на рівні цих кімнат.

## Мета гри
Гра містить багато рівнів, для проходження переважної більшості з яких потрібно знайти і зібрати всі сунички, після чого знайти білу ромашку і доторкнутися до неї. Крім того, гравець програє, якщо торкнеться головою якогось блока або торкнеться будь-якою частиною тіла або колесом до колючих залізних кульок («шкідників») або спеціальних ділянок (наприклад, до лави).
Згодом до гри були додані програмовані рівні (англ. scripted levels). Наприклад, на рівні Asteroids Field потрібно пройти через кілька тунелів із колючих кульок, використовуючи імпровізований реактивний двигун: натискання на клавішу «A» вмикає реактивний двигун, який підкидає мотоцикл вгору. А на рівні AgAlAgA вигляд гри був і зовсім перетворений до вигляду Space Invaders — гри, де потрібно ухилятися від снарядів космічних загарбників, що наближаються, а тим часом і самому вражати ворожі сили власними снарядами.
Словом, зміна гравітації, сп'яніння гравця (див. рівень Lothar's Beer Party), землетрус (Dragon) та «Skate Park» (рівні, де потрібно набрати певну кількість очок за перевороти мотоцикла в повітрі; див. Half Pipe) лише деякі можливості, вже використані авторами рівнів.
Також використаний рушій фізики Chipmunk. Наприклад, якщо врізатись у об'єкт, він зрушується. Якщо об'єкт може впасти, він падає. Однак фізика опрацьована не до кінця: наприклад, перебуваючи на блоці, що рухається, необхідно газувати, щоб не впасти з нього, а не гальмувати, як ми робили б у реальному житті.